# Dabie Shan
Das Dabie-Gebirge bzw. Dabie Shan (chinesisch 大別山 / 大别山, Pinyin Dàbié Shān) ist ein Mittelgebirge in der Volksrepublik China, im Grenzgebiet der drei Provinzen Hubei, Henan und Anhui.

## Lage
Es verläuft von Nordwest nach Südost und bildet die Wasserscheide zwischen den Flüssen Huai He und Jangtsekiang. Sein höchster Gipfel ist der Baima Jian, der 1763 m erreicht. Der Dabie Shan bildet den östlichen Ausläufer des Qin-Ling-Gebirges und endet im Südosten abrupt an der aktiven Tan-Lu-Störung. Es findet seine geologisch-morphologische Fortsetzung auf der Shandong-Halbinsel und in Zentralkorea.

## Geologie
Das Gebirge bildet das größte bekannte Vorkommen von Ultrahochdruck-Gesteinen auf der Erde.
Der Dabie Shan resultiert aus der triassischen Kollision zwischen dem Süd- und Nordchina-Block. Hierbei wurden die kontinentalen Gesteine des Südchina-Blocks einer Ultrahochdruck-Metamorphose unterzogen (p > 2,8 GPa). In der frühen Kreide (ca. 140 – 120 Ma) wurden die triassischen Ultrahochdruck-Gesteine von zahlreichen granitischen Schmelzen intrudiert. Die jetzige Morphologie verdankt der Dabie Shan überwiegend spätkretazischen und känozoischen Hebungs- und Erosionsprozessen. Zeugen dieser Prozesse bilden die kretazisch-känozoischen Sedimentbecken, die den Dabie Shan im Süden, Osten und Norden umgeben.

## Geschichte
Im Jahre 1944 hatten die Truppen der Kommunistischen Partei Chinas unter Li Xiannian im Dabie-Gebirge eine kommunistische Basis eingerichtet. Dies war Teil der Strategie, Basisgebiete hinter den Linien der japanischen Truppen im Krieg gegen Japan als auch hinter den Linien der Kuomintang zu schaffen. Nach der Kapitulation Japans flammte der Bürgerkrieg wieder auf, die Kommunisten verfolgten nun die Strategie, ihre Stellungen im Süden zu halten und den Norden zu erobern. Ihre neue Verteidigungslinie verlief nördlich des Gelben Flusses, sie waren bereit, die Basen in der Zentralchinesischen Ebene aufzugeben. Für die Kuomintang war eine Eroberung der Dabie-Basis jedoch oberste Priorität, Li Xiannian sandte seine Truppen deshalb zur Verstärkung der Armeen von Chen Yi und Su Yu in Jiangsu und zog sich mit den verbleibenden Truppen nach Shaanxi zurück. Die Kuomintang-Truppen waren bis zum Sommer 1947 in der Lage, die Kommunisten stark zu bedrängen und sogar ihre wichtigste Basis in Yan’an einzunehmen. Als die Gefahr für die kommunistischen Truppen groß war, ihre wirtschaftliche Basis und den politischen Rückhalt zu verlieren, entschloss sich die Parteiführung um Mao Zedong zu einem strategischen Gegenangriff.
Die 129. Division der 8. Marscharmee, die von Liu Bocheng und Deng Xiaoping kommandiert wurde und im Taihangshan von den Kuomintang-Truppen eingeklemmt war, erhielt die Aufgabe, tief in Richtung Süden vorzustoßen und eine neue Basis im Dabie-Gebirge zu errichten. In der Nacht vom 30. Juni auf den 1. Juli überquerten die Truppen den Gelben Fluss, durchbrachen die Linien der Kuomintang auf dem Südufer des Flusses und kämpften sich durch sumpfiges Gebiet und unter ständiger Bedrohung durch Luftangriffe bis zum Dabie-Gebirge. Am 27. August konnten sie dort eine neue Basis errichten – eine Leistung, die in der Propaganda der kommunistischen Partei seither als „10.000-Li-Marsch zum Dabie-Gebirge“ kanonisiert wird. Von dieser Basis aus bedrohten die kommunistischen Truppen die großen und strategisch wichtigen Städte Nanchang, Jiujiang und Wuhan, so dass die Kuomintang unter Chiang Kai-shek eine neue Armee schaffen mussten, um die Basis anzugreifen. Die Truppen für diese Einheit, die von Bai Chongxi kommandiert wurde, wurden von anderen Fronten abgezogen, so dass die Kommunisten in Hebei, Shandong und der Mandschurei wieder die Oberhand gewannen. Die Armee von Bai war nicht in der Lage, die Kommunisten Lius zu besiegen, so dass der Gegenangriff auf das Dabie-Gebirge als Wendepunkt im Bürgerkrieg gesehen wird.